# Fjodor Nikititsch Kolbe
Fjodor Nikititsch Kolbe (russisch Фёдор Никитич Кольбе; * 7. Märzjul. / 19. März 1861greg. in Moskau) war ein russischer Architekt.

## Leben
Kolbe, Sohn des Architekten des Moskauer Hofbüros Nikita Fjodorowitsch Kolbe, studierte an der Moskauer Hochschule für Malerei, Bildhauerei und Architektur mit Abschluss 1886 als klassifizierter Künstler der Architektur mit einer Kleinen Silbermedaille für das Projekt eines Adelsgesellschaftshauses in einer Gouvernementsstadt. In diesem Jahr begann seine Bautätigkeit mit einer Villa an der Malaja Nikitskaja Uliza 19. 1889 wurde er Architekt der Petrowskaja-Akademie für Landwirtschaft in Moskau. Zusammen mit dem Architekten Alexander Petrowitsch Popow baute er für das Herrenhaus Pokrowskoje-Streschnewo 1889–1890 die Einfriedung mit Türmen. 1891 baute er Nebengebäude des Herrenhauses der Sabaschnikows. Es folgten weitere Bauten. 1893 wurde er Mitglied der Moskauer Architekturgesellschaft. 1894–1895 erneuerte Kolbe die Altäre der Kreuzerhöhungskirche (1. Pereulok Truschenikow 8).
1896 trat Kolbe in den Dienst der Moskauer Städtischen Kreditgesellschaft. 1899–1900 baute er für sich eine Villa am 1. Neopalimowski Pereulok 12, die gegenwärtig vom Außenministerium der Russischen Föderation genutzt wird. 1899–1901 baute er das sogenannte Kolbe-Mietshaus Bolschaja Jakimanka 15/20, das 2011 abgerissen wurde. 1903–1904 entstand das A.-A.-Kunin-Mietshaus (Smolenski Bulwar 2/40). Für Schtschukins Museum der russischen Altertümer (Malaja Grusinskaja Uliza 15, jetzt Timirjasew-Museum für Biologie) baute Kolbe 1904–1905 ein einstöckiges Magazingebäude für historische Dokumente. Für das Herrenhaus Gorki legte er 1913–1915 den Wirtschaftshof an mit Wasserturm, Pferdeställen und Gartenhäusern im Park.
Nach der Oktoberrevolution arbeitete er weiter bei der Moskauer Städtischen Kreditgesellschaft, deren Bewertungskommission er ab 1919 angehörte. 1920 wechselte er in die Bauabteilung des Moskauer Stadtsowjets (Mossowjet).

## Werke

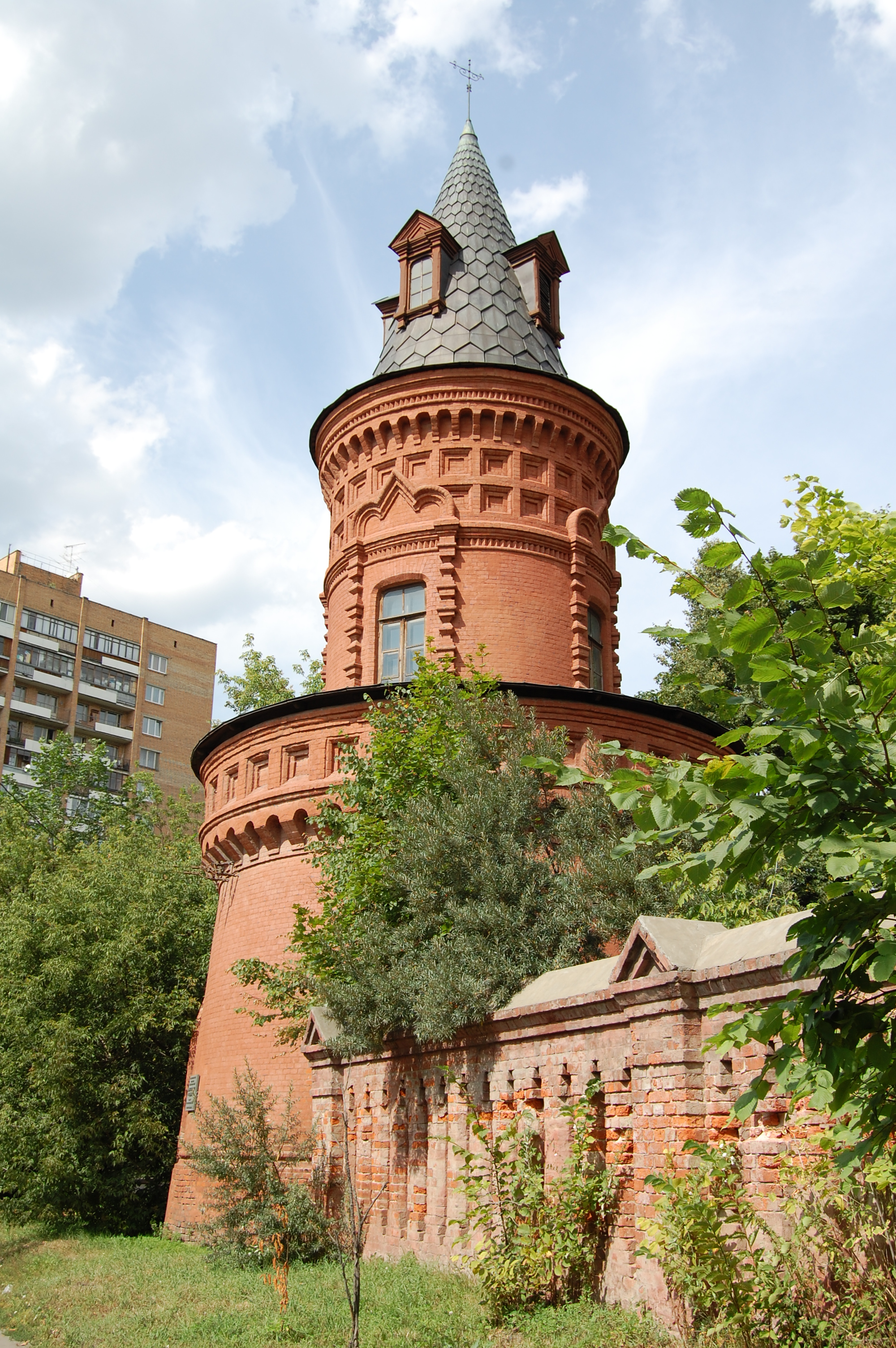
Herrenhaus Pokrowskoje-Streschnewo, Einfriedung, Wolokolamskoje Chaussee 52, Moskau
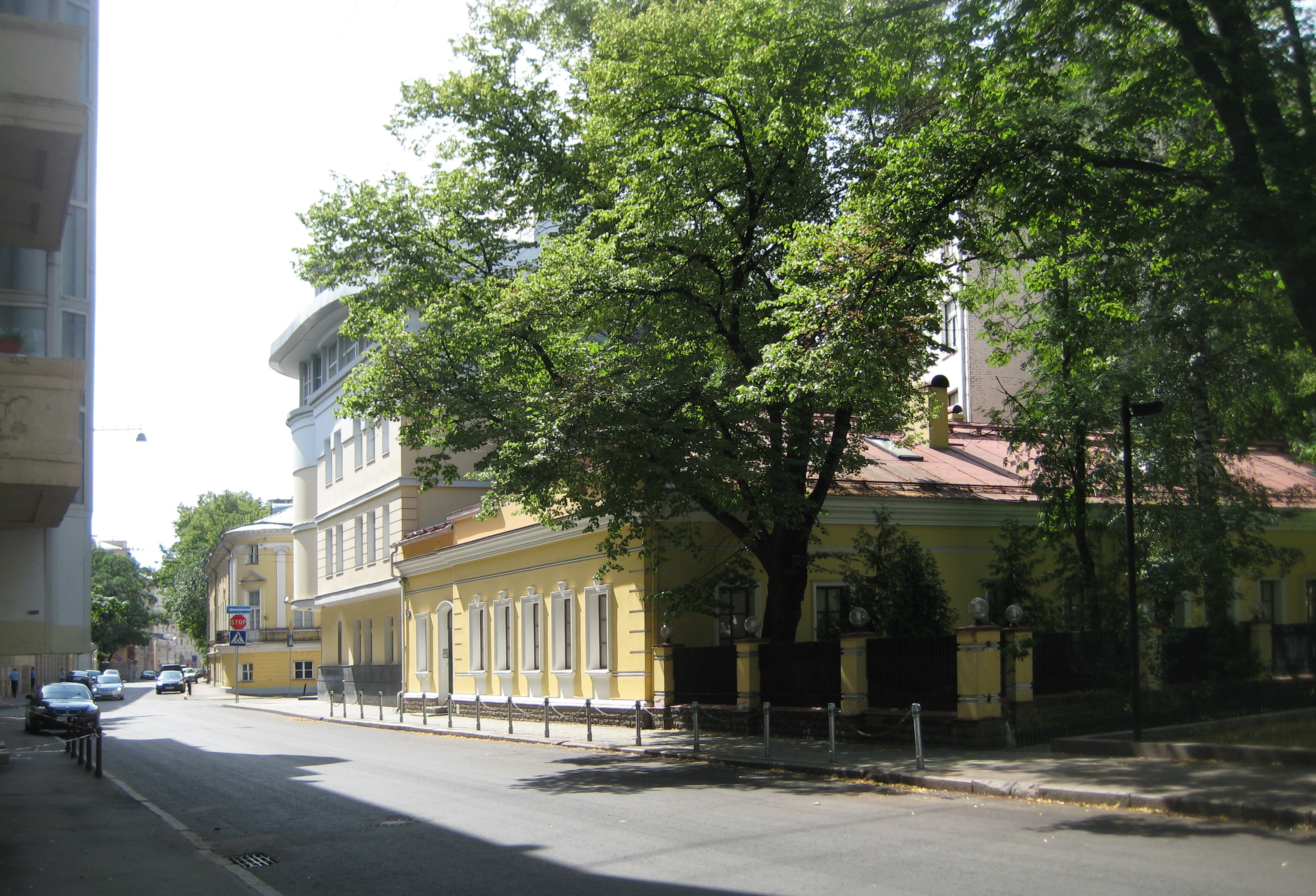
Sabaschnikow-Herrenhausnebengebäude, Bolschoi Ljowschinski Pereulok 10, Moskau
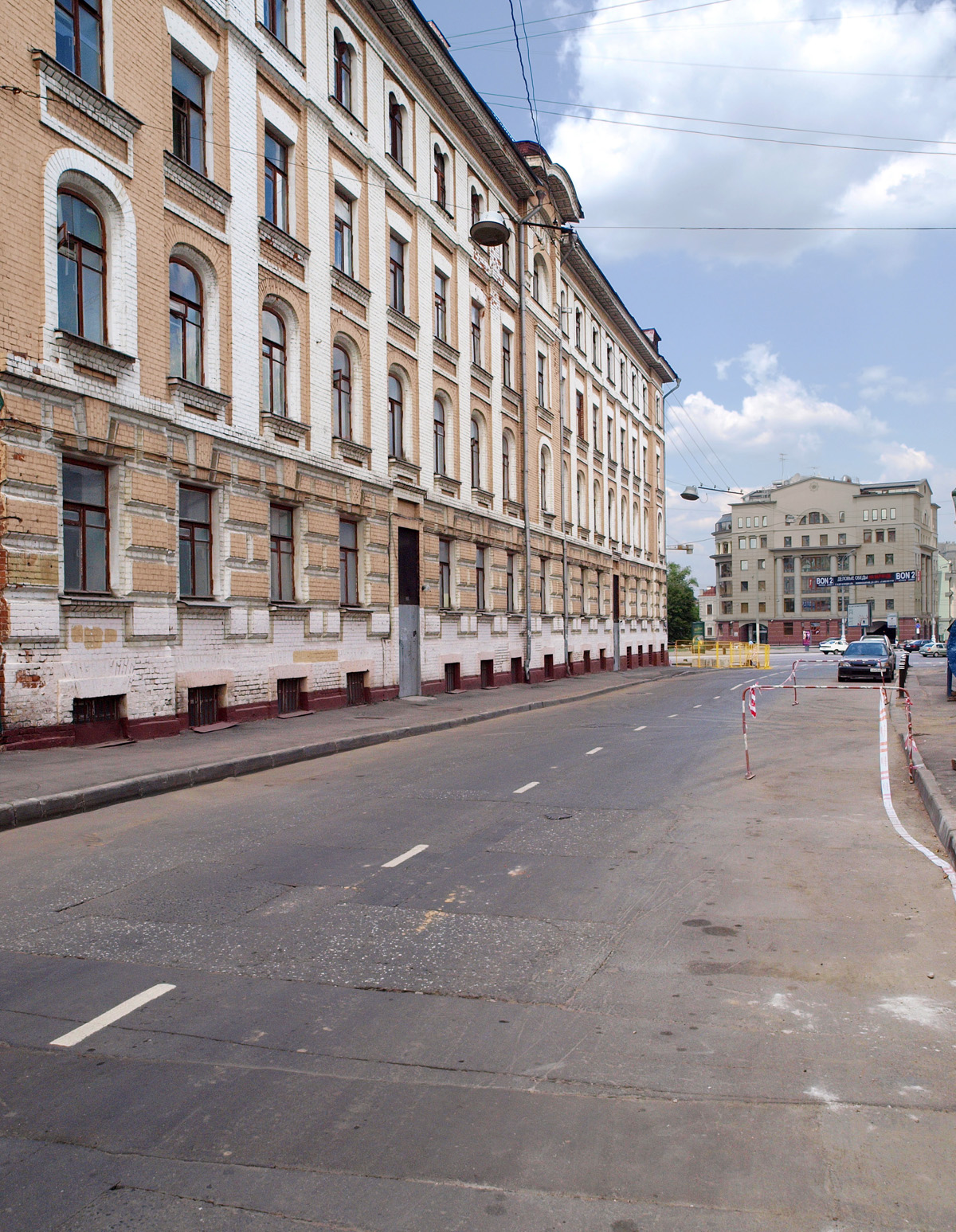
Kolbe-Mietshaus, Bolschaja Jakimanka 15/20, Moskau (abgerissen)
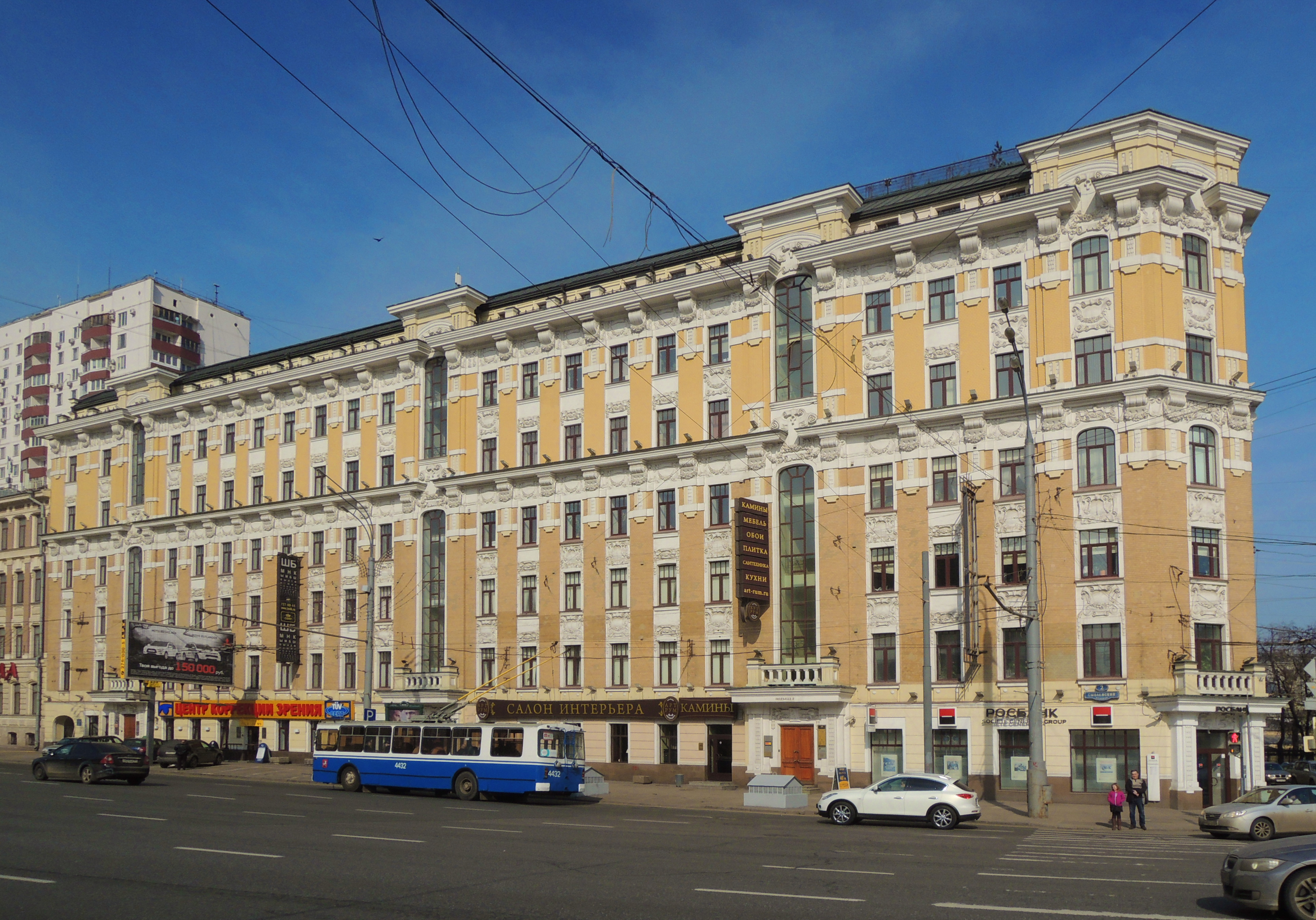
A.-A.-Kunin-Mietshaus, Smolenski Bulwar 2/40, Moskau
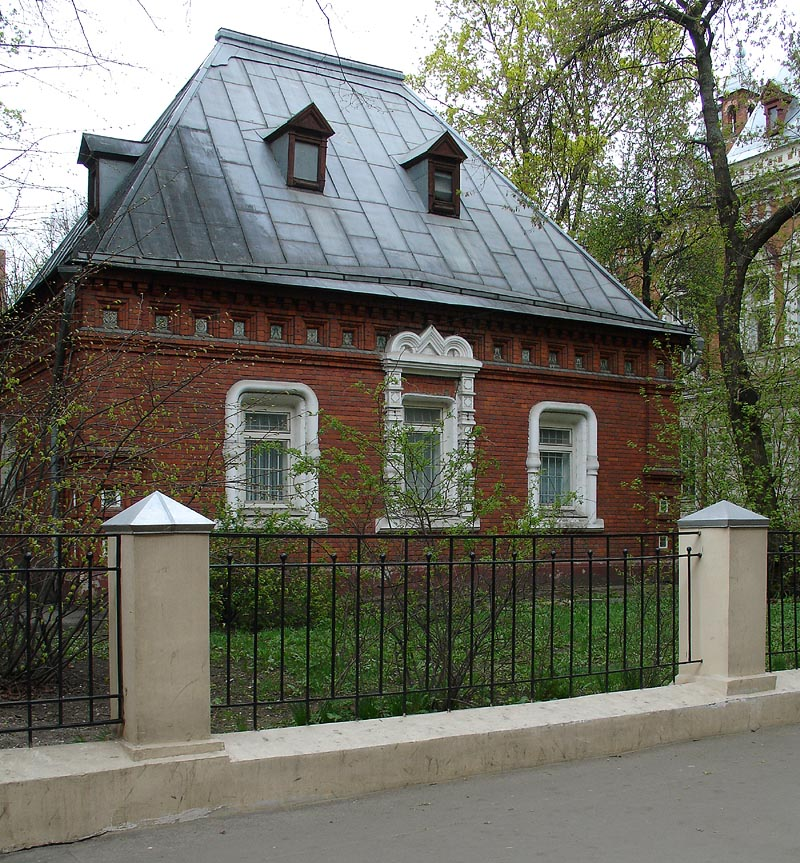
Schtschukin-Museum der russischen Altertümer, Magazingebäude, Malaja Grusinskaja Uliza 15, Moskau
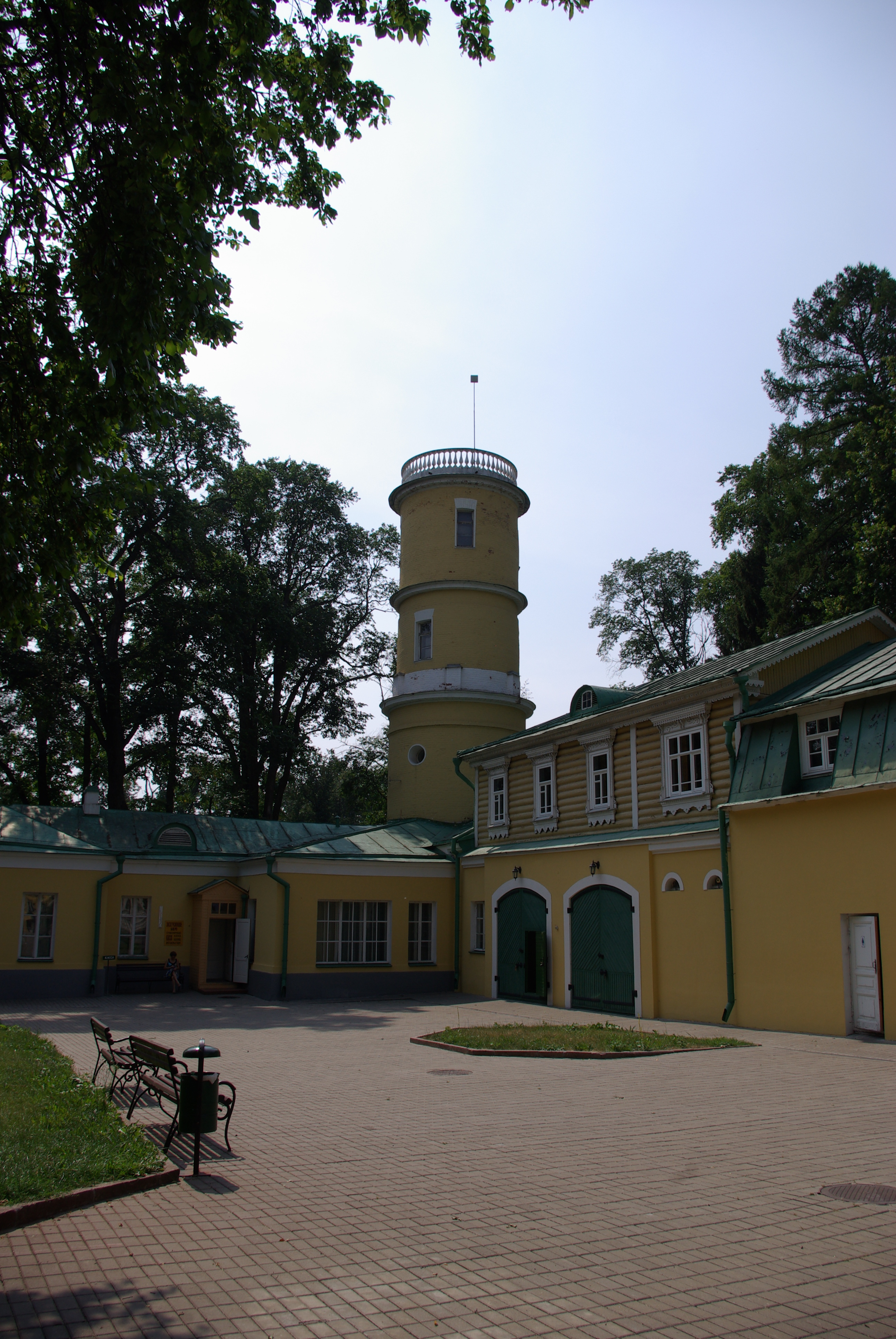
Herrenhaus Gorki, Wirtschaftshof, Gorki Leninskije